# Carnival Spirit (schip, 2001)
De Carnival Spirit is een cruiseschip van Carnival Cruise Lines en is het eerste schip uit de Spirit-klasse. De Spirit is ook het eerste nieuwe 'Fun Ship' dat afvaarten verzorgde naar Alaska en Hawaï.

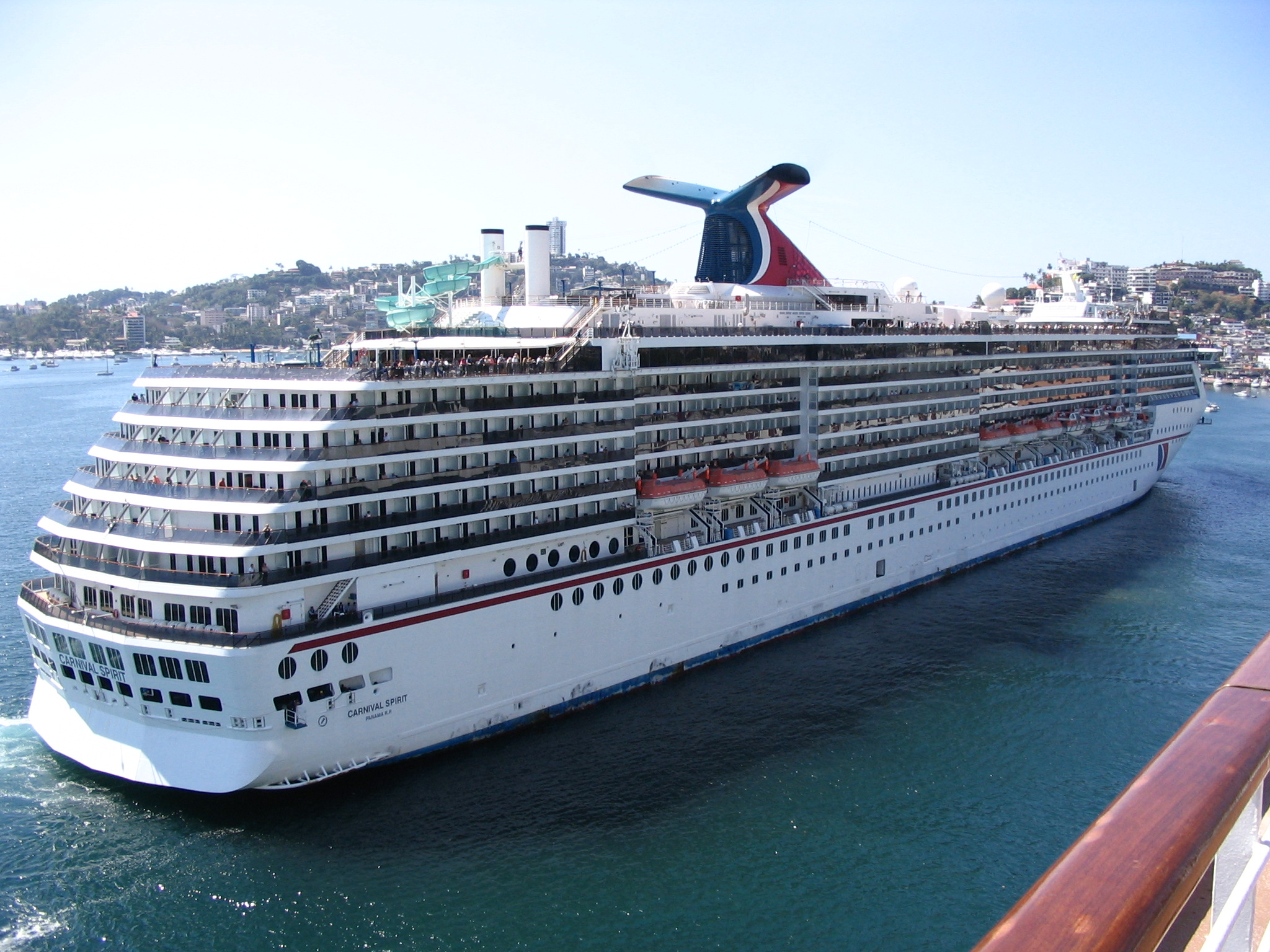
Carnival Spirit in Acapulco

## Lay-out
80% van de kajuiten liggen aan de buitenkant van het schip. Van deze 80% hebben nog eens 80% een balkon.

## Afvaarten
In de zomermaanden, van mei tot september, maakt de Spirit afvaarten naar Alaska, met havens in Icy Strait, Ketchikan, Juneau, Skagway en Victoria. Ervoor voer de Spirit ook naar Sitka, waar het schip het Lynn Canal in Prince William Sound overstak en verschillende gletsjers bezocht in 1-week-durende cruises, vertrekkende van Vancouver en Whittier (Alaska).
In december 2011 en januari en februari 2012 maakte de Spirit afvaarten naar de Hawaïaanse eilanden. Deze afvaarten bezochten onder andere Maui, Kailua-Kona, Hilo en Kauai. Hawaï was ook vaak het stoppunt tussen de zomerse Alaska cruises en de winterse Mexico cruises.
Tijdens de wintermaanden voer de Spirit naar de Mexicaanse Riviera, waar ze Cabo San Lucas, Puerto Vallarta, Mazatlan, La Paz, Ensenada en Manzanillo bezoekt. Ze begon en eindigde haar cruises in San Diego, Californië of Los Angeles.
Nadat de Spirit haar afvaarten naar Alaska in 2012 beëindigd had, maakte ze afvaarten naar Australië. Dit was het eerste schip van de rederij, dat buiten Noord-Amerika voer.